# فيروسات عضلية
الفيروسات العضلية (بالإنجليزية: Myoviridae)‏ هي فصيلة من العاثيات، تضم الأجناس التالية:
- جنس فيروسات شبيهة-T4; الأنواع: عاثية الأمعاء T4، وعاثية الأمعاء T2
- جنس فيروسات شبيهة-P1; الأنواع: عاثية الأمعاء P1
- جنس فيروسات شبيهة-P2; الأنواع: عاثية الأمعاء P2
- جنس فيروسات شبيهة-Mu; الأنواع: عاثية الأمعاء Mu
- جنس فيروسات شبيهة-SPO1; الأنواع: العاثية العصوية SPO1
- جنس فيروسات شبيهة-φH; الأنواع: فيروس الملحاء φH

## وصلات خارجية
- فيروسات عضلية.